# Fernando Arce
Fernando Enrique Arce Ruiz (Tijuana, 24 aprile 1980) è un ex calciatore messicano, di ruolo centrocampista.

## Biografia
Ha un figlio, Fernando Arce Jr., anch'egli calciatore professionista.

## Carriera

### Club
Dopo aver debuttato con il Club América nel 1997-1998, si trasferisce al Deportivo Irapuato, debuttando il 28 ottobre 2000 contro il Toluca; ha giocato gli ultimi undici minuti, aiutando i suoi compagni a proteggere la vittoria per 3-2 sui Choriceros. Nel 2001 quando ha segnato due reti e ha fornito numerosi assist.
Nel 2002 è stato acquistato dal Veracruz, dove è rimasto fino alla stagione successiva. Con la nuova maglia ha segnato 8 reti e ha servito 4 assist in 58 partite. Il Veracruz, nel 2003, ha raggiunto i play-off.
Dopo le stagioni con il Veracruz, è stato ceduto all'Atlante prima dell'Apertura 2003. Nel suo unico campionato con i Potros ha segnato 7 reti e ha fornito 7 assist ai compagni in 40 partite; in queste gare non è mai stato sostituito.
Al termine del campionato di Clausura 2004 ha firmato per il Morelia. È rimasto in squadra dal 2004 al 2007, collezionando 123 presenze e 24 reti. Dopo aver passato tre stagioni nel Santos Laguna, nel 2011 diventa giocatore del Club Tijuana.

### Nazionale
Ha debuttato nel Messico nel 2003, venendo convocato da vari commissari tecnici. L'8 giugno 2008 ha segnato la sua prima doppietta per la nazionale. Ha partecipato alla CONCACAF Gold Cup 2007 e alla Copa América 2007.